# Stazione di Catanzaro Piazza Matteotti
La stazione di Catanzaro Piazza Matteotti è una fermata ferroviaria situata a 326 metri s.l.m.  nel capoluogo calabrese.

## Storia
La fermata di Catanzaro Piazza Matteotti nacque molti anni dopo dall'attivazione della linea, avvenuta nel 1933.
Per consentire il completamento dei lavori volti alla realizzazione della rete di metropolitana di superficie, articolata su 3 linee, dal 19 aprile 2022 la circolazione ferroviaria è sospesa anche sulla tratta Catanzaro Città e Catanzaro Lido. Il servizio è garantito con autobus sostitutivi.

## Movimento
Da Catanzaro Città parte un treno ogni mezz'ora circa per Catanzaro Lido (25 minuti circa di percorrenza), nell'ambito del servizio ferroviario suburbano di Catanzaro. Con tali corse è possibile raggiungere i quartieri di Sala, Santa Maria, Corvo, Fortuna e Marina.
In direzione Cosenza, invece, i servizi si attestano a Gimigliano, Soveria Mannelli e Cosenza, con la differenza che su questa linea non vige un cadenzamento ben definito. Tuttavia, fino a Gagliano persiste il servizio ferroviario suburbano, che permette di usufruire della tariffa integrata Gagliano - Catanzaro Lido.